# マルコ・アブレウ
マルコ・アブレウ（Marco Paulo Coimbra de Abreu、1974年12月8日 - ）は、アンゴラの元サッカー選手。元アンゴラ代表。ポジションはディフェンダー。

## 来歴
2006年1月にアンゴラ代表デビュー。2006 FIFAワールドカップのメンバーにも選出された。アンゴラ代表として通算3試合に出場した。

## 代表歴

### 出場大会
- アンゴラ代表
  - 2006 FIFAワールドカップ

### 試合数
- 国際Aマッチ 3試合 0得点（2006年）[1]

| アンゴラ代表 | 国際Aマッチ | 国際Aマッチ |
| 年           | 出場        | 得点        |
| ------------ | ----------- | ----------- |
| 2006         | 3           | 0           |
| 通算         | 3           | 0           |